# Haalis
Haalis (finska: Haali) är en by och egendom i S:t Bertils i Salo stad i det finländska landskapet Egentliga Finland. Haalis är den nordligaste byn i S:t Bertils.

## Haalis herrgård
Bosättningen i den nuvarande byn Haalis började år 1533, då Henrik Klasson Horn, riksråd och ägaren av Aspenäs herrgård i Kisko, grundade en ny gård kallad Haalis i utkanten av Hiidis by, som låg i S:t Bertils kapellförsamling i Uskela socken. År 1560 delades gården upp till en tvågårdsby, där gårdarna först fram till år 1600 var underlydande till Aspenäs herrgård och därefter fram till 1639 under Vuorentaka gård i Halikko, vilka brukades av arrendatorer.
År 1639 slogs byns gårdar samman till Haalis gård, vars grundare och första ägare var Karin Jöransdotter Horn, som även bodde på herrgården fram till sin död år 1671. Från 1671 till 1737 var Haalis gård en undergård till Vuorentaka herrgård, och 1737–1778 var gården en självständig herrgård. Då bodde dock gårdens ägare på annat ort och brukade gården med hjälp av arrendatorer. Sedan 1778 har ägarna bott på Haalis gård och brukat gården själva.
Fram till 1868 omfattade Haalis herrgård hela byn Haalis. Mellan 1941 och 1945 avskildes över 30 gårdar från Haalis och närliggande Ihamäki under markanskaffningen för de från Karelen evakuerade familjer. Hela byn kom att omfatta totalt cirka 30 gårdar på 1950-talet. Tidigare hade byn bildats av endast en stor gård, Haalis herrgård.